# Substituição nucleofílica
Em química, uma substituição nucleofílica ou nucleófila é um tipo de reação de substituição na qual um nucleófilo (ou uma base), "rico em elétrons", substitui em uma posição eletrófila, "pobre em elétrons", de uma molécula, um átomo ou grupo (denominado grupo lábil).
É um tipo de reação fundamental em química orgânica, onde a reação se produz sobre um carbono eletrófilo, ainda que possam ter lugar sobre compostos inorgânicos covalentes.
Se ignoramos as cargas formais, em química orgânica a reação geral de substituição nucleofílica consiste em:
Nu: + R-L → R-Nu + L:
O nucléofilo Nu, mediante seu par de elétrons (:), substitui no substrato R-L, onde R é o eletrófilo, ao grupo abandonador L, o qual leva consigo um par de elétrons. O nucléofilo pode ser uma espécie neutra ou um ânion, ainda que o substrato pode ser neutro ou têm carga positiva.
Um exemplo de substituição nucleofílica é a hidrólise de um brometo de alquilo, R-Br, sob condições alcalinas, onde o nucleófilo é o OH− e o grupo abandonador é o Br−.
R-Br + OH− → R-OH + Br−
As reações de substituição nucleofílica são frequentes em química orgânica, e podem ser categorizadas de forma geral segundo tenham lugar sobre um carbono saturado ou sobre um carbono aromático ou insaturado.

## Mecanismo para a reação SN2 (Substituição Nucleofílica Bimolecular)Nestemecanismoo nucleófilo se aproxima por trás do carbono que contém o grupo abandonador, ou seja, pelo lado oposto a esse grupo abandonador.
Em seguida, a medida que o nucleófilo forma uma ligação com o carbono, e o grupo abandonador começa a se afastar, o átomo de carbono sofre uma inversão de sua estrutura tridimensional. Sua estrutura tetraédrica, é invertida para o lado oposto, devido ao "ataque" nucleofílico.
A maior parte da energia fornecida para a quebra da ligação do carbono com seu grupo abandonador, é obtida pela ligação do nucleófilo com este carbono.
Vale lembrar que a reação SN2 (substituição nucleofílica bimolecular) ocorre em 1 etapa, sem intermediário, através de um arranjo estável de átomos, que podemos chamar de "estado de transição"

Este processo descrito acima, pode ser melhor ilustrado com um exemplo da reação entre o Clorometano e o Íon Hidróxido. 

## Mecanismo para a reação SN1 (Substituição Nucleofílica Unimolecular)
Este mecanismo ocorre por meio de uma solvólise, em duas etapas, na primeira etapa auxiliado pelo solvente polar, um átomo do grupo abandonador sai com o par de elétrons que o ligava ao carbono. Esta etapa irá produzir um carbocátion e um ânion proveniente o grupo abandonador.
Em seguida, o solvente que vai atuar como nucleófilo doa um par de elétrons para o carbocátion (ácido de Lewis). isso faz com que o carbono complete suas ligações, perdendo a carga positiva. Nessa etapa final em carbocátions terciarios e quirais há formação de mistura racêmica.

Este processo descrito acima, pode ser melhor ilustrado com um exemplo da reação entre o Cloreto de terc-butila com água. 

## Substituições nucleófilas sobre carbonos saturados

### Reações SN2 e SN1
Ao estudar-se as reações de substituição nucleófila em haletos de alquila e compostos relacionados se observou que tinham dois tipos de mecanismo de reação. Os dois mecanismos são o SN1 e o SN2, onde S significa substituição, N simboliza nucleófilo e o número representa a ordem de reação.
A reação SN2 (substituição nucleófila bimolecular) tem lugar em uma única etapa na que a adição do nucléofilo e a eliminação do grupo abandonador se produz simultaneamente. Portanto é uma reação concertada. A SN2 é favorecida quando a posição do átomo de carbono eletrófilo é facilmente acessível ao nucleófilo. Por outro lado a reação SN1 (substituição nucleofílica unimolecular) implica duas etapas. Na primeira, ocorre a saída do grupo abandonador e a formação do intermediário carbocátion (etapa determinante da velocidade) e, na continuação, na segunda, o nucleófilo se une a este. A SN1 tende a ser importante quando o átomo de carbono do substrato está rodeado de grupos volumosos, devido tanto a que tais grupos interferem estericamente com a reação SN2 como a que os carbonos mais substituídos formam carbocátions mais estáveis.
| Fator                        | SN1                                                                     | SN2                                                                  | Comentários                                          |
| Cinética                     | Velocidade=k[RX] mol l−1 s−1                                            | Velocidade=k[RX][Nu] mol l−1 s−1                                     |                                                      |
| Substrato metílico (CH3X)    | Nunca.                                                                  | Sempre.                                                              | Carbocátion metilo muito instável.                   |
| Substrato primário (RCH2X)   | Nunca, salvo estabilização por ressonância do carbocátion.              | Boa, salvo impedimento estérico.                                     | Eliminação com bases fortes e impedimento estérico.  |
| Substrato secundário (R2CHX) | Regular. Favorecida por dissolvente polar prótico e bem grupo saliente. | Regular. Favorecida por dissolvente polar aprótico e bem nucleófilo. | Eliminação com bases.                                |
| Substrato terciário (R3CX)   | Sempre.                                                                 | Nunca.                                                               | Eliminação com aumento de temperatura ou bases.      |
| Grupo lábil                  | Importante.                                                             | Importante.                                                          | Para haletos: I− > Br− > Cl− >> F−.                  |
| Nucleófilo                   | Sem importância, salvo competição.                                      | Importante.                                                          |                                                      |
| Solvente preferido           | Polar prótico.                                                          | Polar aprótico.                                                      |                                                      |
| Estereoquímica               | Não esteroespecífica. Mistura racêmica.                                 | Esteroespecífica. Inversão de configuração.                          |                                                      |
| Transposições                | Comum.                                                                  | Não.                                                                 | Reações secundárias com intermediários carbocátions. |
| Eliminações                  | Comum, compete com a substituição.                                      | Só em condições que o favoreçam.                                     |                                                      |

### Reações de substituições nucleofílicas
Existem muitas reações em química orgânica que implicam neste tipo de mecanismos. Exemplos habituais incluem:
- Reduções orgânicas com hidretos, por exemplo:

R-X → R-H usando LiAlH4   (SN2)
- Reações de hidrólises tais como:

R-Br + OH− → R-OH + Br−   (SN2) ou
R-Br + H2O → R-OH + HBr   (SN1)
- Síntese de éteres:

R-Br + −OR' → R-OR' + Br−   (SN2)

## Substituições nucleófilas sobre carbonos insaturados
A substituição nucleófila via mecanismos SN1 ou SN2 não tem lugar com haletos de arilo ou vinilo, ou compostos relacionados. Sob certas condições podem chegar a produzir-se substituições nucleofílicas através de outros mecanismos (ver substituição nucleofílica aromática).
Quando a substituição ocorre no grupo carbonilo, o grupo acilo sofre o que se conhece como uma substituição nucleofílica acílica. Este é o modo normal de substituição com derivados de ácido carboxílico tais como haletos de acilo, anidridos carboxílicos, ésteres ou amidas.